# کروکید کریک (جورجیا)
کروکید کریک (به انگلیسی: Crooked Creek) یک منطقهٔ مسکونی در ایالات متحده آمریکا است که در شهرستان پاتنم، جورجیا واقع شده‌است. کروکید کریک ۶۳۹ نفر جمعیت دارد و ۱۲۸٫۰۲ متر بالاتر از سطح دریا واقع شده‌است.